# Esculturas de Epimeteo y Pandora (El Greco)
Epimeto y Pandora es un conjunto de dos pequeñas esculturas, atribuidas al Greco, datadas entre 1600 y 1610, conservado en el Museo del Prado, en Madrid.

## Introducción
Dada la escasez en la representación de desnudos profanos en la España de aquella época, se había interpretado que las dos figuras correspondían a Adán y Eva. El desnudo masculino, no integral, no estaba censurado en la iconografía religiosa del arte en España de los siglos XVI y de principios del XVII, pero el desnudo completo no era corriente. Sin embargo, según Marañón, varias obras del Greco dan la impresión de una exagerada e innecesaria desnudez y, en una obra tardía como Visión del Apocalipsis, aparecen varios desnudos integrales, tanto masculinos como femeninos.
La interpretación correcta de las dos estatuillas se debe a Xavier de Salas, quien identificó la vasija que porta la figura masculina como una píxide, en este caso reconocida como la caja de Pandora.

## Tema de las obras
El tema representado es el mito de Epimeteo y Pandora, como demostró el mencionado historiador del arte Xavier de Salas, después de consultar el libro Pandora's Box, de Dora y Erwin Panofsky. Las dos figuras parecen mantener un diálogo —que nos remite a Hesíodo, en el siglo VIII a. C.— que parece anteceder a la apertura de la caja de Pandora, que contenía los males que asolarían a la Humanidad. Aunque la caja suele aparecer en las manos de Pandora, en esta versión es Epimeteo, el hermano irreflexivo de Prometeo, quien la sostiene.

## Análisis de las obras
- Epimeteo: Estatuilla de madera tallada y policromada, de color carne; 44 cm de alto; 17,1 cm de ancho.

Esta figura masculina tiene la cabeza vuelta hacia la izquierda, mirando a su pareja. Lleva un gorro de color amarillo, que le cubre casi totalmente la cabeza, con un borde blanco, y en su mano derecha sostiene la píxide.
- Pandora: Estatuilla de madera tallada y policromada, de color carne; 43 cm de alto; 12,7 cm de ancho.

La figura femenina tiene la cara girada hacia la derecha y muestra el pelo recogido, con una diadema en color carmesí, con parte del cabello sobre su hombro derecho. La policromía de su cuerpo es de un tono más claro que la carnación de la figura masculina.
Ambas figuras, representadas desnudas y de pie, presentan un cuerpo alargado en proporción con su cabeza. Se atribuye al Greco la ejecución de este grupo escultórico por lo cercano con algunas de sus obras pictóricas y escultóricas. El contorsionado y elástico cuerpo de Epimeteo recuerda al Cristo resucitado del tabernáculo del Hospital Tavera, a los desnudos masculinos que aparecen en el Laocoonte y a los masculinos y femeninos en la Visión del Apocalipsis. La figura de Pandora tiene menos relación con el Greco, debido a la escasez de desnudos femeninos en su obra, pero el rostro y la disposición del cuerpo recuerdan a la Virgen de la Adoración de los pastores (Valencia).

## Procedencia
- Procedentes del mercado artístico madrileño;
- Adquiridas por Joaquín Pérez del Pulgar y Campos, V conde de las Infantas, en 1945;
- Donación al Museo del Prado por su viuda, Dolores Andrada y Pérez de Herrasti, en 1962.[5]